# Малая Койгера
Малая Койгера — река в России, протекает по территории Кестеньгского сельского поселения Лоухского района Республики Карелии. Длина реки — 12 км.
Река берёт начало из ламбины без названия в 3 км севернее озера Ромбак на высоте выше 186,0 м над уровнем моря и далее течёт преимущественно в северо-западном направлении.
Река в общей сложности имеет четыре малых притока суммарной длиной 4,0 км.
Впадает в реку Шурайоки, впадающую в реку Ковду.
Населённые пункты на реке отсутствуют.
Код объекта в государственном водном реестре — 02020000412102000000727.